# Fortel-en-Artois
Fortel-en-Artois é uma comuna francesa na região administrativa de Altos da França, no departamento de Pas-de-Calais. Estende-se por uma área de 5,89 km². Em 2010 a comuna tinha 216 habitantes (densidade: 36,7 hab./km²).